# A Way Out
A Way Out je kooperativní akční dobrodružná videohra z roku 2018, kterou vyvinula společnost Hazelight Studios a vydala společnost Electronic Arts. Po hře Brothers: A Tale of Two Sons se jedná o druhou videohru, kterou režíroval Josef Fares. Hra nemá možnost hry pro jednoho hráče, je hratelná v lokální nebo online kooperaci dvou hráčů na rozdělené obrazovce.
Videohra A Way Out vyšla 23. března 2018 pro PlayStation 4, Windows a Xbox One.
Získala pozitivní hodnocení kritiků a k červnu roku 2024 se jí prodalo přes 9 milionů kusů.

## Synopse
Dva trestanci Lea a Vincent se potkávají ve věznici. Oba se velmi rychle spřátelí a začnou plánovat útěk na svobodu.